# Narodnaja Volja

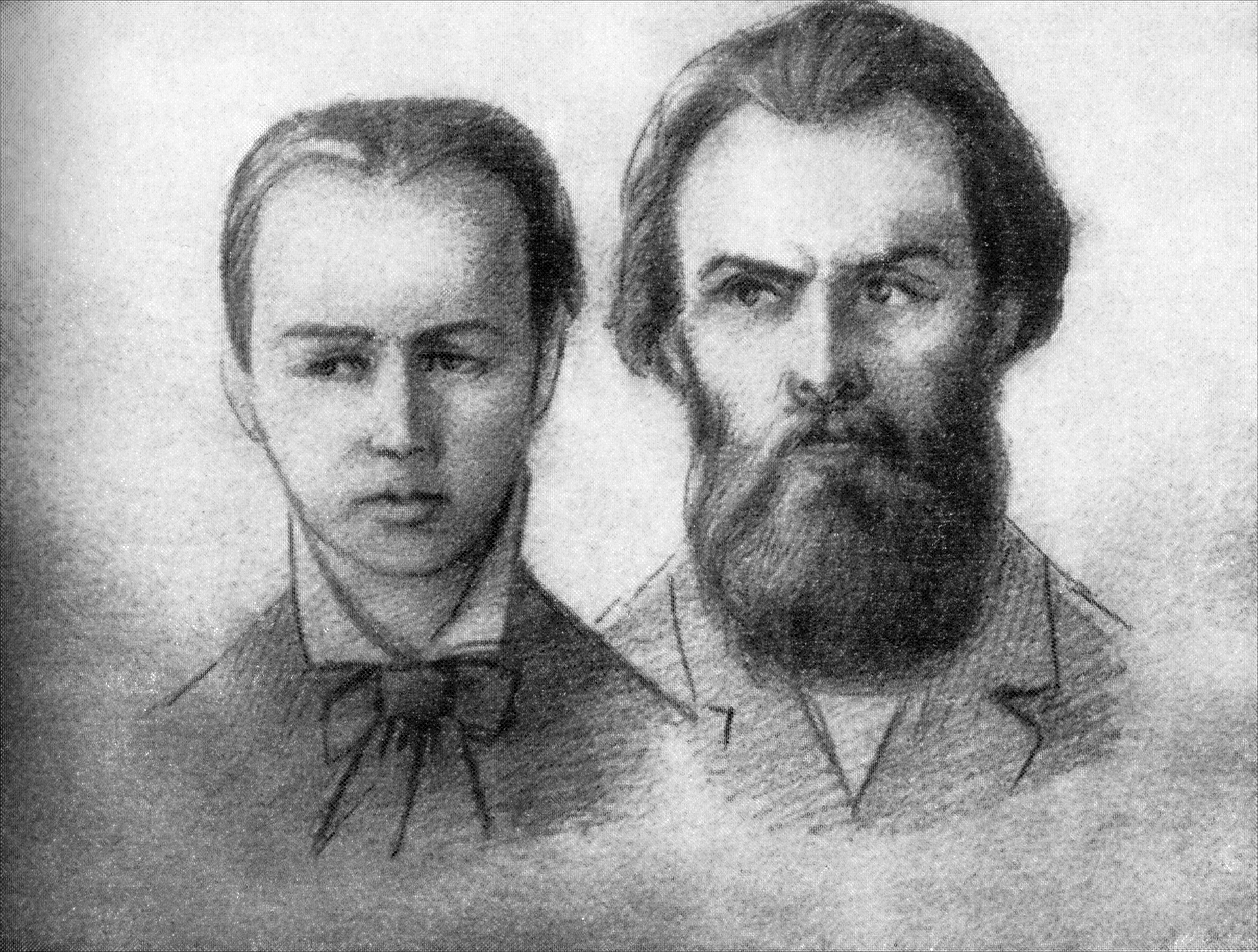
Sofia Perovskaja en Andrej Zjeljabov tijdens de Pervomartovtsy-rechtszaak

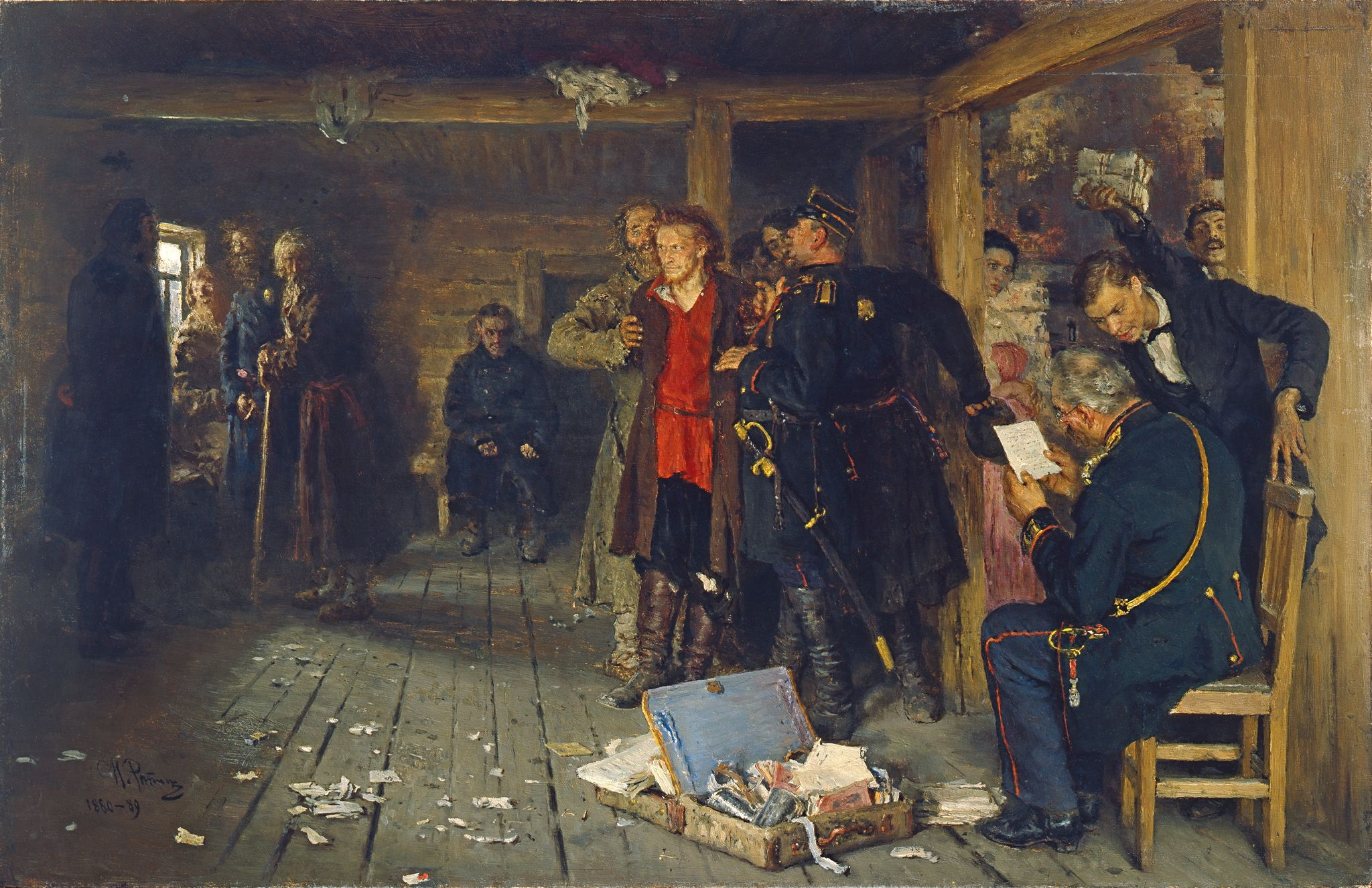
De arrestatie van een propagandist, door Ilja Repin

Narodnaja Volja (Russisch: Наро́дная во́ля, IPA: nɐˈrodnəjə ˈvolʲə), Wil van het Volk of De Vrijheid van het Volk was een Russische extreemlinkse terreurgroep, die bestond van 1879 tot 1884. Ze was verantwoordelijk voor de moord op tsaar Alexander II van Rusland. Het was een gecentraliseerde en goed georganiseerde organisatie ten tijde van de vele bevrijdingsbewegingen in Rusland. Narodnaja Volja werd geleid door een uitvoerend comité bestaande uit Aleksandr Michailov, Aleksandr Kvjatkovski, Andrej Zjeljabov, Sofia Perovskaja, Vera Figner, Nikolaj Aleksandrovitsj Morozov, Michail Frolenko, Lev Tichomirov, Aleksandr Barannikov, Anna Jakimova, Maria Osjanina en anderen. Vladimir Lenins oudere broer Aleksandr Oeljanov was lid van een reïncarnatie van Narodnaja Volja en leidde een cel die een moordpoging op Alexander III van Rusland plande.

## Programma
Narodnaja Volja’s programma bestond uit de volgende eisen: het opmaken van een grondwet, het algemeen kiesrecht, een representatieve democratie, vrijheid van meningsuiting, massamedia. Ze geloofden ook in zelfbestuur dat werd georganiseerd door communes.
Het leger zou worden vervangen door een vrijwilligerskorps, land zou worden herverdeeld onder het volk, geleidelijke opbouw van bedrijvigheid onder controle van de arbeiders. Ook zouden mensen zelfbeschikkingsrecht krijgen.
Narodnaja Volja's doelstellingen bestonden uit zowel democratische als socialistische revolutionaire ideeën.